# Entomologie

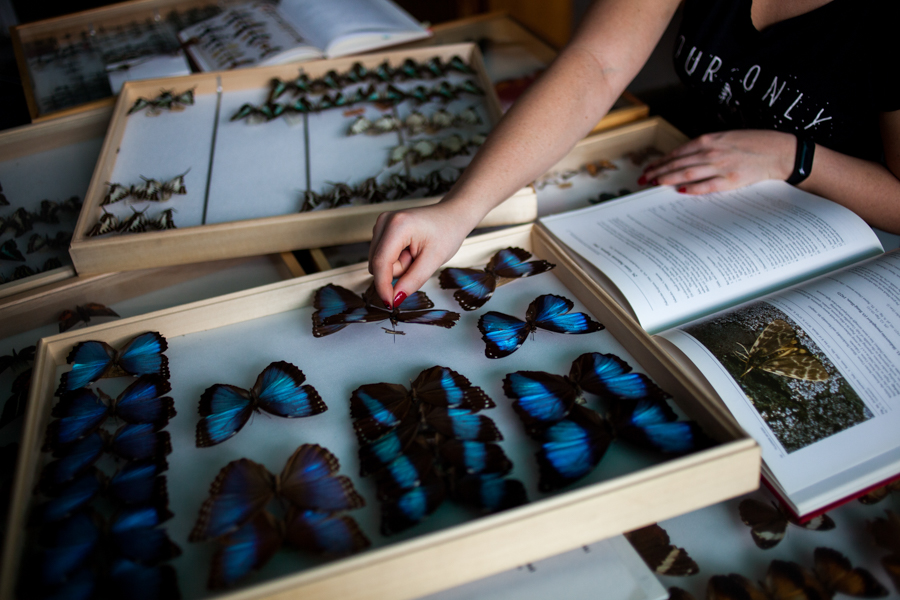
Determinatie van tropische vlinders

Entomologie is de tak van de zoölogie (dierkunde) die zich bezighoudt met de studie van insecten. De entomologie richt zich onder meer op de anatomie, ecologie, ontwikkelingsbiologie, evolutie en systematiek van verschillende insectensoorten.
De meeste professionele entomologen houden zich om voor de hand liggende redenen vooral bezig met de bestudering en de bestrijding van plaaginsecten, die economische schade aan oogsten of andere voor de mens belangrijke producten veroorzaken. Veel observaties en onderzoek aan economisch niet of minder belangrijke soorten worden, buiten universitaire instituten, nog steeds door liefhebbers gedaan.

## Geschiedenis
De vroegste schrijvers die zich met insecten bezighielden (Aristoteles en de 16e-eeuwers Albertus Magnus, Conrad Geszner en Moffett) beschreven van een reeks insecten alles wat ze ervan wisten. Sperling (1603-1658) was de eerste die onderscheid maakte tussen 'algemene' en 'bijzondere' (d.i. systematische) zoölogie en zich waagde aan de insectensystematiek. In de 17e eeuw kwam met de uitvinding van lenzen ook de mogelijkheid tot meer gedetailleerd anatomisch onderzoek en in dit verband moet, naast Malpighi en Leeuwenhoek, vooral Swammerdam genoemd worden, wiens werk grotendeels pas in 1737 door Boerhaave werd uitgegeven. Een waardig opvolger van Swammerdam was Lyonet (1706-1789), vooral beroemd door zijn anatomisch werk over de wilgenhoutrups. Intussen waren er ook heel wat onderzoekers gekomen die zich in het bijzonder in de levenswijze van de insecten verdiepten. Bekende voorbeelden zijn onder andere de Nederlander Johannes Goedaert (1620-1668), die de gedaanteverwisseling onderzocht, Maria Sibylla Merian (1647-1717), die ook in Suriname vele waarnemingen verricht heeft, en vooral de Fransman Réaumur.
Ook nu nog is entomologie een actieve tak van de biologie omdat er bijzonder veel soorten insecten zijn (letterlijk miljoenen) en vele daarvan nog op beschrijving wachten. Naar schatting 1 miljoen soorten insecten zijn al beschreven.

## Belangrijke deelgebieden

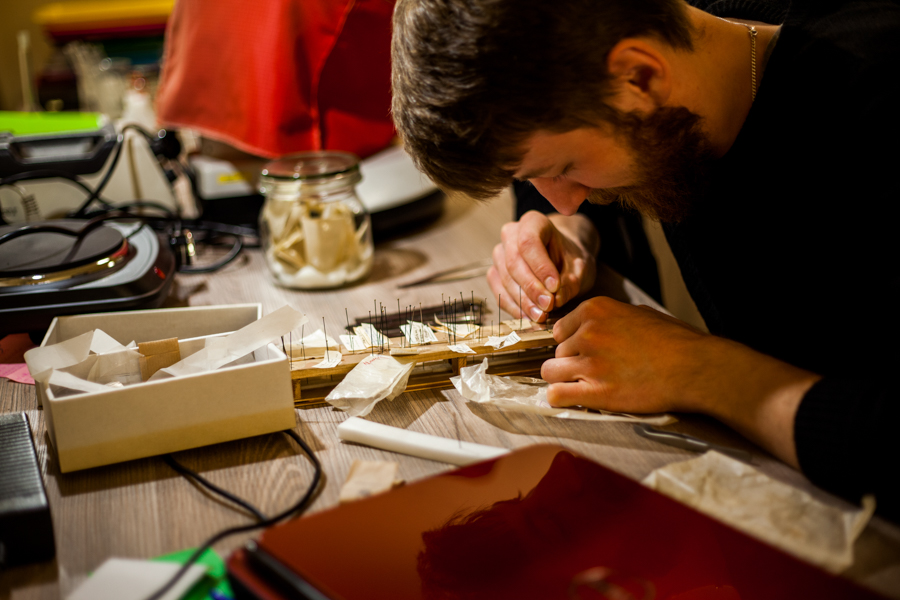
Prepareren van insecten voor wetenschappelijke documentatie

- Coleopterologie (studie van de kevers)
- Lepidopterologie (studie van de vlinders)
- Myrmecologie (studie van de mieren)
- Dipterologie (studie van de tweevleugeligen)

Een specialisme in de entomologie is de forensische entomologie, waarin men zich onder andere bezighoudt met het schatten van de tijdsduur sinds overlijden aan de hand van aangetroffen larven.